# Spirala logarytmiczna

Spirala logarytmiczna w kartezjańskim układzie współrzędnych

Spirala logarytmiczna (spirala równokątna lub spirala wzrostu) to krzywa płaska przecinająca pod stałym kątem {\displaystyle \alpha } wszystkie półproste wychodzące z ustalonego punktu, zwanego biegunem spirali.
Krzywa ta często pojawia się w naturze. Pierwszym, który opisał spiralę logarytmiczną był Albrecht Dürer (1525), który nazwał ją „nie kończącą się linią” („ewige linie”). Ponad sto lat później krzywa została omówiona przez Kartezjusza (1638), a później szeroko zbadana przez Jacoba Bernoulliego, który nazwał ją „spira mirabilis” („cudowną spiralą”).
Spiralę logarytmiczną można odróżnić od spirali Archimedesa po tym, że odległości między zwojami spirali logarytmicznej rosną w postępie geometrycznym, podczas gdy w spirali Archimedesa odległości te są stałe.

## Równanie spirali – współrzędne biegunowe

Spirala logarytmiczna w układzie współrzędnych biegunowych (α = 80°)

We współrzędnych biegunowych, gdy biegun spirali pokrywa się z początkiem układu współrzędnych, spiralę opisuje wzór:
{\displaystyle r=ae^{b\varphi },} {\displaystyle \varphi \in (-\infty ,+\infty )}
lub
{\displaystyle \varphi ={\frac {1}{b}}\ln \left({\frac {r}{a}}\right),} {\displaystyle r>0}
gdzie: {\displaystyle a>0,} {\displaystyle b\neq 0} – stałe liczby rzeczywiste
{\displaystyle e} – podstawa logarytmu naturalnego

## Równanie parametryczne spirali – współrzędne kartezjańskie
Równanie spirali {\displaystyle r=ae^{b\varphi }} można przekształcić na układ równań parametrycznych we współrzędnych kartezjańskich. Z zależności współrzędnych kartezjańskich {\displaystyle x,y} od {\displaystyle r,\varphi }
{\displaystyle {\begin{cases}x(r,\varphi )=r\cdot \cos \varphi ,\\y(r,\varphi )=r\cdot \sin \varphi \end{cases}}}
otrzymamy równania parametryczne spirali logarytmicznej:
{\displaystyle {\begin{cases}x(\varphi )=ae^{b\varphi }\cos(\varphi ),\\y(\varphi )=ae^{b\varphi }\sin(\varphi ),\end{cases}}}
gdzie {\displaystyle a,\,b\in \mathbb {R} } – stałe, {\displaystyle \varphi \in (-\infty ,+\infty )} – parametr równań.

## Własności spirali

Przykłady dla

(1) Dla {\displaystyle \varphi \to -\infty } spirala nawija się na biegun, asymptotycznie zbliżając się do bieguna, gdyż w tym wypadku {\displaystyle r\to 0.}
Dla {\displaystyle \varphi \to +\infty } zwoje spirali rosną nieograniczenie, gdyż w tym wypadku {\displaystyle r\to +\infty .}
(2) Stosunek pochodnej promienia wodzącego {\displaystyle r} względem kąta {\displaystyle \varphi } do promienia {\displaystyle r} jest stały i równy współczynnikowi w wykładniku, tj.
{\displaystyle {\frac {r'(\varphi )}{r(\varphi )}}=b,}
wobec czego kąt {\displaystyle \alpha } pomiędzy spiralą i promieniami (półprostymi) wychodzącymi z bieguna spirali spełnia równość:
{\displaystyle b=\operatorname {ctg} \,\alpha .}
Kąt ten jest więc stały:
{\displaystyle \alpha =\operatorname {arctg} \,{\frac {1}{b}},}
(3) Współczynnik {\displaystyle b} decyduje o tym jak „szybko” oraz w którą stronę spirala się skręca.
(4) Dla {\displaystyle b=0} kąt {\displaystyle \alpha ={\tfrac {\pi }{2}}} – spirala przecina promienie prostopadle, co oznacza, że spirala degeneruje się do okręgu (o równaniu {\displaystyle r=a}).
(5) Dla {\displaystyle b\to +\infty } spirala „rozprostowuje się”, w granicy dążąc do półprostej {\displaystyle \varphi =0.}
(6) Zmiana znaku współczynnika {\displaystyle b} równoważna jest zmianie znaku zmiennej {\displaystyle \varphi ;} odpowiada to operacji symetrii osiowej względem prostej {\displaystyle \varphi =0} i prowadzi do odwzorowania spirali prawoskrętnej w lewoskrętną i odwrotnie.
(7) Współczynnik {\displaystyle a} jest skalą spirali (w funkcji {\displaystyle \varphi \mapsto r} występuje jako mnożnik), odpowiada zatem za wielkość krzywej. Zmiana jego wartości odpowiada obracaniu spirali wokół bieguna – ponieważ
{\displaystyle a\cdot e^{b(\varphi +\gamma )}=a\,e^{b\gamma }\cdot e^{b\varphi },}
to {\displaystyle e^{b\gamma }}-krotne zwiększenie współczynnika {\displaystyle a} odpowiada obróceniu spirali o kąt {\displaystyle \gamma .}
(7) Odległość od środka kolejnych pętel spirali rośnie w postępie geometrycznym.
(8) Wyruszając z dowolnego punktu {\displaystyle P} spirali i idąc po niej można okrążyć biegun dowolną liczbę razy nie dochodząc do niego. Jednak droga, którą przemierzyć trzeba od tego punktu do bieguna, jest skończona. Tę własność pierwszy zauważył Evangelista Torricelli. Droga ta wynosi:
{\displaystyle {\frac {r}{\cos \varphi }},}
gdzie {\displaystyle r} to odległość (po linii prostej) punktu {\displaystyle P} od bieguna.

## Spirale logarytmiczne w przyrodzie
W wielu zjawiskach i obiektach w przyrodzie można spotkać się z tworami w kształcie spirali logarytmicznej. Przykłady tego są następujące:
- Droga, jaką owad leci do źródła światła. Owady zwykły zachowywać stały kąt pomiędzy torem lotu a źródłem światła. Zazwyczaj Księżyc lub Słońce jest jedynym źródłem światła i lecąc według tej reguły, owady poruszają się po linii prostej.
- Ramiona galaktyki spiralnej. Uważa się, że Droga Mleczna ma 4 główne ramiona, z których każde jest spiralą logarytmiczną o kącie 12°. Ramiona galaktyk spiralnych mają kąty od 10° do 40°.
- Ramiona tropikalnych cyklonów jak huragany.
- Wiele biologicznych struktur jak muszle mięczaków. W tym przypadku spiralny kształt jest wynikiem algorytmu: Weź dowolną figurę płaską F0, pomniejsz ją k razy otrzymując F1 i doklej F1 do F0. Następnie pomniejsz F1 k razy otrzymując F2 i doklej F2 do F1 etc. Powtarzanie tego procesu prowadzi do powstania spiralnego kształtu.

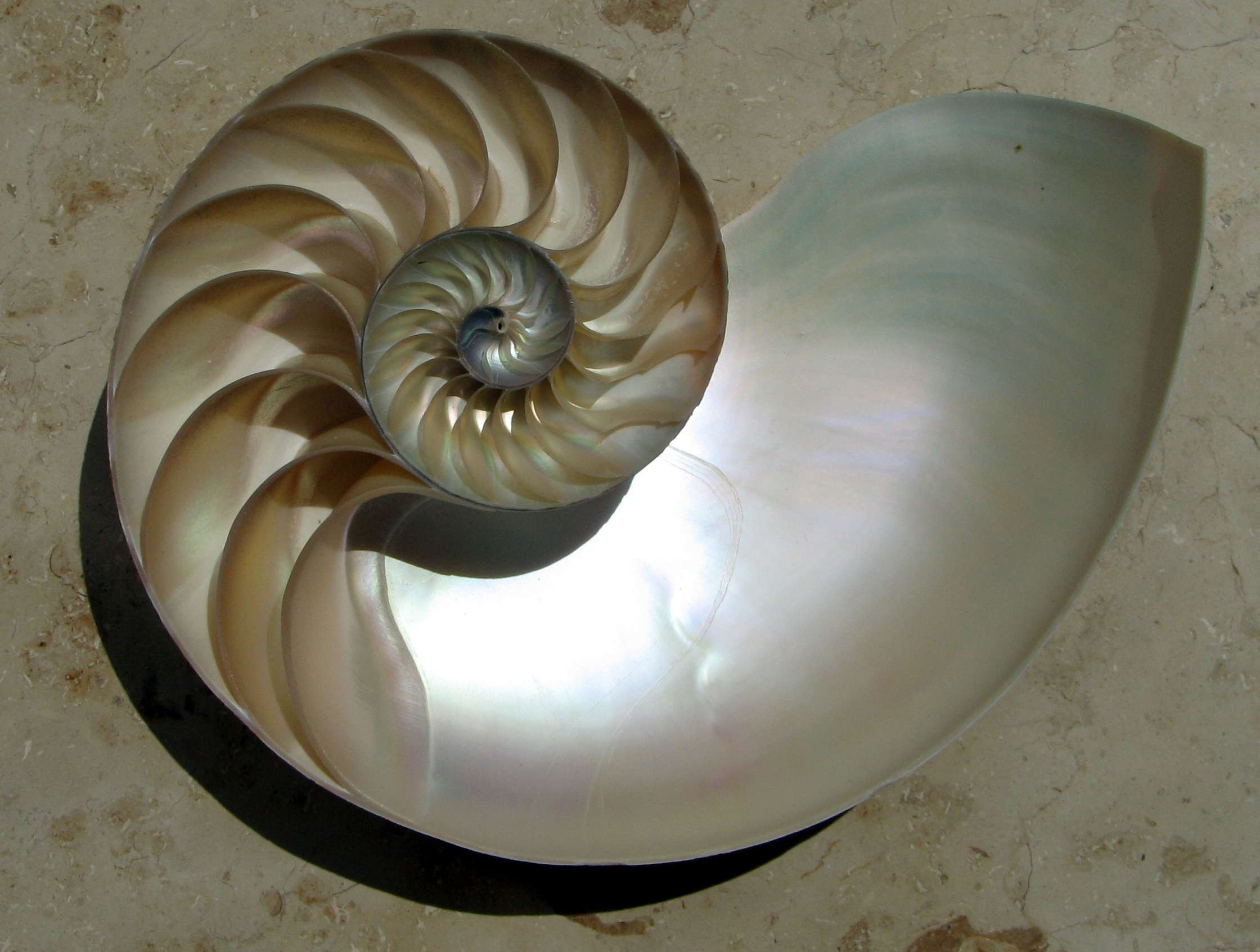
Przekrój muszli łodzika, którego komory ułożone są w spiralę logarytmiczną
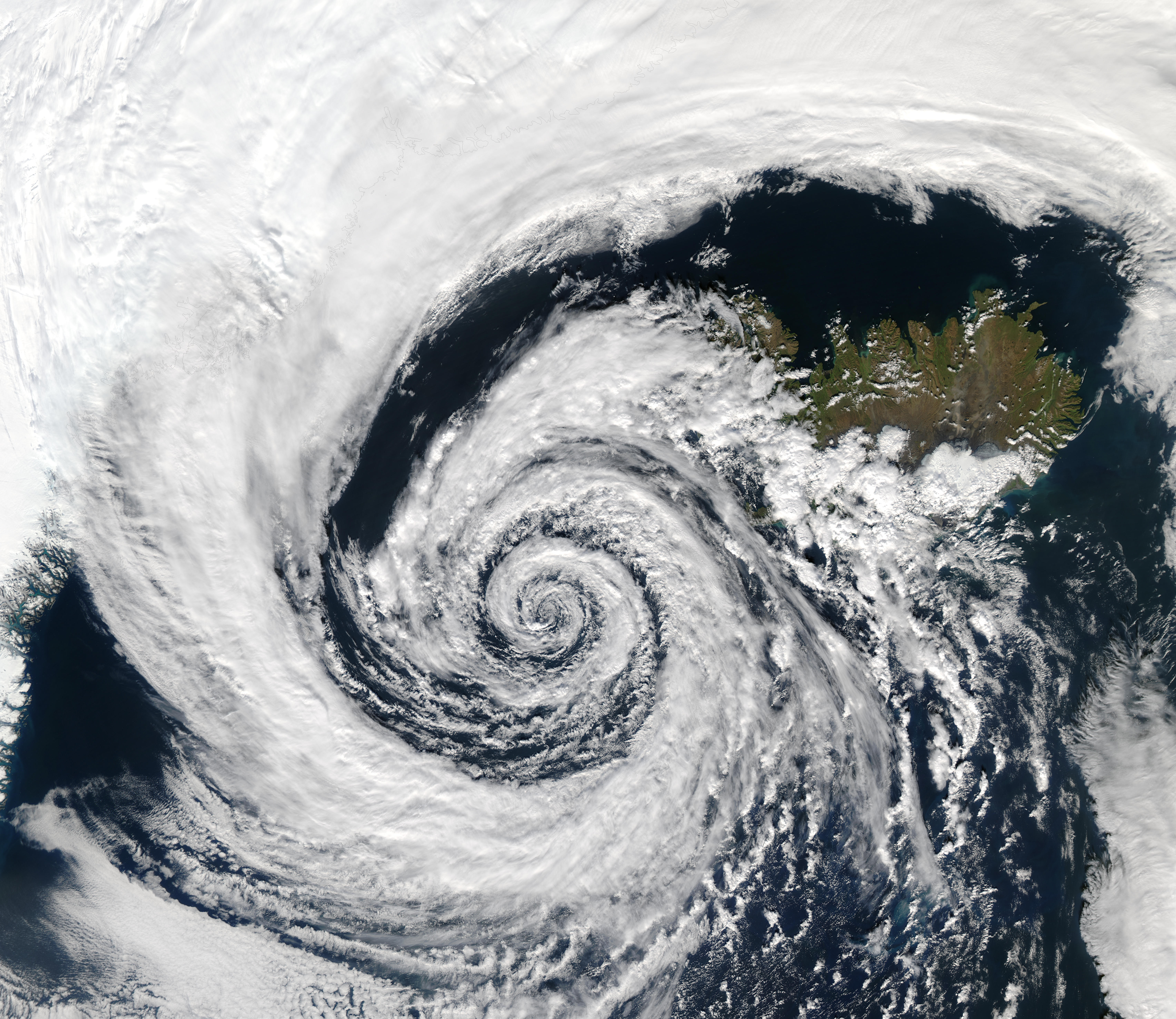
Obszar niskiego ciśnienia nad Islandią ze wzorem w kształcie spirali logarytmicznej
Ramiona galaktyk spiralnych często maja kształt spirali logarytmicznej – tu Galaktyka Wir